# Kate Dickie
Kate Dickie (East Kilbride, 4 luglio 1971) è un'attrice scozzese, nota per il ruolo di Lysa Tully Arryn nella serie televisiva Il Trono di Spade.

## Filmografia

### Cinema
- Red Road, regia di Andrea Arnold (2006)
- Somers Town, regia di Shane Meadows (2008)
- Summer, regia di Kenneth Glenaan (2008)
- Wasted, regia di Stuart Davids e Caroline Paterson (2009)
- Outcast, regia di Colm McCarthy (2010)
- Five Day Shelter, regia di Ger Leonard (2010)
- Donkeys, regia di Morag McKinnon (2010)
- Prometheus, regia di Ridley Scott (2012)
- Now Is Good, regia di Ol Parker (2012)
- Shell, regia di Scott Graham (2012)
- The Devil's Plantation, regia di May Miles Thomas (2013)
- Il superstite (For Those in Peril), regia di Paul Wright (2013)
- Not Another Happy Ending, regia di John McKay (2013)
- Filth, regia di Jon S. Baird (2013)
- Catch Me Daddy, regia di Daniel Wolfe (2014)
- The Silent Storm, regia di Corinna McFarlane (2014)
- Take It Back and Start All Over, regia di Neil Rolland (2014)
- The Witch, regia di Robert Eggers (2015)
- Couple in a Hole, regia di Tom Geens (2015)
- Prevenge, regia di Alice Lowe (2016)
- Star Wars: Gli ultimi Jedi (Star Wars: The Last Jedi), regia di Rian Johnson (2017)
- Il segreto delle api (Tell It to the Bees), regia di Annabel Jankel (2018)
- Le nostre signore (Our Ladies), regia di Michael Caton-Jones (2019)
- Sir Gawain e il Cavaliere Verde (The Green Knight), regia di David Lowery (2021)
- The Northman, regia di Robert Eggers (2022)
- Matriarch, regia di Ben Steiner (2022)

### Televisione
- Rab C. Nesbitt – serie TV, episodio 4x02 (1994)
- Tinsel Town – serie TV, episodio 1x01 (2000)
- The Vice – serie TV, episodio 5x03 (2003)
- Taggart – serie TV, episodi 20x01-24x03 (2003-2008)
- Still Game – serie TV, episodio 3x02 (2004)
- He Kills Coppers – film TV (2008)
- Eadar-Chluich – serie TV, episodio 1x02 (2009)
- Garrow's Law – serie TV, episodio 1x04 (2009)
- Five Daughters, regia di Philippa Lowthorpe – miniserie TV (2010)
- Dive – film TV (2010)
- I pilastri della Terra (The Pillars of the Earth), regia di Sergio Mimica-Gezzan – miniserie TV (2010)
- Injustice, regia di Colm McCarthy – miniserie TV (2011)
- Il Trono di Spade (Game of Thrones) – serie TV, 5 episodi (2011-2014)
- New Tricks - Nuove tracce per vecchie volpi (New Tricks) – serie TV, episodio 9x10 (2012)
- Run – serie TV, 1 episodio (2013)
- By Any Means – serie TV, episodio 1x02 (2013)
- The Escape Artist – serie TV, episodi 1x01-1x03 (2013)
- Midwinter of the Spirit, regia di Richard Clark – miniserie TV (2015)
- London Spy, regia di Jakob Verbruggen – miniserie TV (2015)
- The Frankenstein Chronicles – serie TV, episodi 1x04-1x06 (2015)
- One of Us, regia di William McGregor – miniserie TV (2016)
- Landgericht, regia di Matthias Glasner – film TV (2017)
- Vera – serie TV, episodio 7x04 (2017)
- L'alienista (The Alienist) – serie TV, episodio 1x04 (2018)
- The Cry, regia di Glendyn Ivin – miniserie TV (2018)
- Peaky Blinders – serie TV, episodio 5x03 (2019)
- Temple – serie TV, 3 episodi (2019)
- The English Game, regia di Birgitte Stærmose e Tim Fywell – miniserie TV (2020)
- Annika – serie TV, 7 episodi (2021-2023)
- Inside Man – serie TV, episodi 1x01-1x03-1x04 (2022)
- Loki – serie TV, episodi 1x01-1x02-1x04 (2023)
- Boat Story, regia di Jack Williams, Harry Williams, Alice Troughton e Daniel Nettheim – miniserie TV (2023)
- The Day of the Jackal – serie TV, 4 episodi (2024)
- Dept. Q - Sezione casi irrisolti (Dept. Q) – serie TV, 9 episodi (2025)

### Cortometraggi
- Room for the Night (2003)
- Who Do You Love? (2005)
- Accidents (2006)
- The Harvest (2006)
- Trace (2008)
- Pussyfooting (2008)
- Believe (2009)
- Native Son (2010)
- Village on the Roof (2010)
- The Gift (2012)
- Stronger (2012)
- Your Picture Gets Mine (2012)
- The Beast (2013)
- Soror (2014)
- Gracie (2015)
- Operator (2015)

## Doppiatrici italiane
Nelle versioni in italiano delle opere in cui ha recitato, Kate Dickie è stata doppiata da:
- Tiziana Avarista ne Il Trono di Spade, The Witch, The Frankenstein Chronicles, Matriarch, The Day of the Jackal
- Emanuela Baroni in Red Road
- Roberta Greganti in Prometheus
- Angela Brusa in Temple
- Laura Boccanera in Inside Man
- Daniela Abbruzzese in Loki
- Valeria Falcinelli in Sir Gawain e il Cavaliere Verde
- Antonella Alessandro in Dept. Q - Sezione casi irrisolti